# Dioctria lateralis
Dioctria lateralis là một loài ruồi trong họ Asilidae. Dioctria lateralis được Meigen miêu tả năm 1804.